# Visionary: The Video Singles
Visionary: The Video Singles – seria najlepszych singli Michaela Jacksona wydanych na nośnikach DualDisc. Z jednej strony płyty CD znajdziemy ścieżkę z DVD, natomiast z drugiej strony tradycyjne nagranie CD. Single ukazywały się od lutego do listopada 2006 r. Pierwszym singlem był Thriller wraz z Boxem, do którego można włożyć wszystkie płyty z tego wydawnictwa. Box wraz z 20 najlepszymi nagraniami Michaela Jacksona kosztuje około 500zł.  

## Single
| Data             | Tytuł                                             | Lista utworów | UK                       | Australia | Hiszpania |
| ---------------- | ------------------------------------------------- | --- | ------------------------ | --------- | --------- |
| 20 lutego 2006   | „Thriller” (plus limited edition collector's box) | CD side 1. „Thriller” (Remixed Short Version) – 4:09 2. „Thriller” – 5:58 DVD side 1. „Thriller” (Music Video)                                                                                    | Ineligible to Chart(#10) | #55 (#4)  | #1 (#1)   |
| 20 lutego 2006   | „Don’t Stop ’Til You Get Enough”                  | CD side 1. „Don’t Stop ’Til You Get Enough” (7” Edit) – 3:59 2. „Don’t Stop ’Til You Get Enough” (12” Edit) – 5:52 DVD side 1. „Don’t Stop ’Til You Get Enough” (Music Video)                     | #17 (#3)                 | #66 (#1)  | #2        |
| 27 lutego 2006   | „Rock with You”                                   | CD side 1. „Rock With You” (7” Edit)– 3:23 2. „Rock With You” (Masters at Work Remix) – 5:33 DVD side 1. „Rock With You” (Music Video)                                                            | #15 (#7)                 | #55 (#4)  | #1        |
| 6 marca 2006     | „Billie Jean”                                     | CD side 1. „Billie Jean” – 4:54 2. „Billie Jean” (12” Version) – 6:23 DVD side 1. „Billie Jean” (Music Video)                                                                                     | #11 (#1)                 | #58 (#1)  | #1 (#1)   |
| 13 marca 2006    | „Beat It”                                         | CD side 1. „Beat It” – 4:18 2. „Beat It” (Moby's Sub Mix) – 6:11 DVD side 1. „Beat It” (Music Video)                                                                                              | #15 (#3)                 | #66 (#2)  | #1        |
| 20 marca 2006    | „Bad”                                             | CD side 1. „Bad” (Album 7” Mix)– 4:07 2. „Bad” („False Fade” Extended Dance Mix) – 8:22 DVD side 1. „Bad” (Music Video)                                                                           | #16 (#3)                 | #91 (#4)  | #1 (#1)   |
| 27 marca 2006    | „The Way You Make Me Feel”                        | CD side 1. „The Way You Make Me Feel” (7” Version) – 4:26 2. „The Way You Make Me Feel” (Extended Dance Mix) – 7:53 DVD side 1. „The Way You Make Me Feel” (Music Video)                          | #17 (#3)                 | #79 (#5)  | #1 (#2)   |
| 3 kwietnia 2006  | „Dirty Diana”                                     | CD side 1. „Dirty Diana” – 4:41 2. „Dirty Diana” (Instrumental) – 4:41 DVD side 1. „Dirty Diana” (Music Video)                                                                                    | #17 (#4)                 | #60 (#26) | #1 (#22?) |
| 10 kwietnia 2006 | „Smooth Criminal”                                 | CD side 1. „Smooth Criminal” (7” Version) – 4:11 2. „Smooth Criminal” (Extended Dance Mix) – 7:46 DVD side 1. „Smooth Criminal” (Music Video)                                                     | #19 (#8)                 | #88 (#29) | #1 (#1)   |
| 17 kwietnia 2006 | „Leave Me Alone”                                  | CD side 1. „Leave Me Alone” – 4:39 2. „Another Part of Me” (Extended Dance Mix) – 6:17 DVD side 1. „Leave Me Alone” (Music Video)                                                                 | #15 (#2)                 | #68 (#37) | #1 (#5)   |
| 24 kwietnia 2006 | „Black or White”                                  | CD side 1. „Black or White” (Single Version) – 3:21 2. „Black or White” (Clivilles & Cole House Guitar Radio Mix) – 3:49 DVD side 1. „Black or White” (Music Video)                               | #18 (#1)                 | #56 (#1)  | #2 (#1)   |
| 1 maja 2006      | „Remember the Time”                               | CD side 1. „Remember the Time” (7” Edit) – 3:55 2. „Remember the Time” (New Jack Jazz Mix) – 5:05 DVD side 1. „Remember the Time” (Music Video)                                                   | #22 (#3)                 | #72 (#6)  | #2 (#3)   |
| 8 maja 2006      | „In the Closet”                                   | CD side 1. „In the Closet” (7” Edit) – 4:47 2. „In the Closet” (Club Mix) – 8:00 DVD side 1. „In the Closet” (Music Video)                                                                        | #20 (#8)                 | #68 (#5)  | #2 (#9)   |
| 15 maja 2006     | „Jam”                                             | CD side 1. „Jam” (7” Edit) – 4:10 2. „Jam” (Silky 12” Mix) – 6:26 DVD side 1. „Jam” (Music Video)                                                                                                 | #22 (#13)                | #60 (#11) | #1        |
| 22 maja 2006     | „Heal the World”                                  | CD side 1. „Heal the World” (7” Edit) – 4:32 2. „Will You Be There” – 5:21 DVD side 1. „Heal the World” (Music Video)                                                                             | #27 (#2)                 | #63 (#20) | #1        |
| 29 maja 2006     | „You Are Not Alone”                               | CD side 1. „You Are Not Alone” (Radio Edit) – 4:34 2. „You Are Not Alone” (Classic Club Mix) – 7:36 DVD side 1. „You Are Not Alone” (Music Video)                                                 | #30 (#1)                 | #65 (#7)  | #1        |
| 5 czerwca 2006   | „Earth Song”                                      | CD side 1. „Earth Song” (Radio Edit) – 5:02 2. „Earth Song” (Hani's Extended Radio Experience) – 4:32 DVD side 1. „Earth Song” (Music Video)                                                      | #34 (#1)                 | #67 (#15) | #1 (#1)   |
| 12 czerwca 2006  | „They Don't Care About Us”                        | CD side 1. „They Don't Care About Us” (LP Edit) – 4:09 2. „They Don't Care About Us” (Love to Infinity's Walk in the Park Mix) – 7:18 DVD side 1. „They Don't Care About Us” (Brazil Music Video) | #26 (#4)                 | #75 (#16) | #2 (#11)  |
| 19 czerwca 2006  | „Stranger in Moscow”                              | CD side 1. „Stranger in Moscow” – 5:22 2. „Stranger in Moscow” (Tee's In-House Club Mix) – 6:54 DVD side 1. „Stranger in Moscow” (Music Video)                                                    | #22 (#4)                 | #65 (#14) | #1 (#1)   |
| 26 czerwca 2006  | „Blood on the Dance Floor”                        | CD side 1. „Blood on the Dance Floor” – 4:14 2. „Blood on the Dance Floor” (Fire Island Vocal Mix) – 8:55 DVD side 1. „Blood on the Dance Floor” (Music Video)                                    | #19 (#1)                 | (#5)      | #1 (#1)   |